# Grevillea aquifolium
Espèce
Classification phylogénétique
Grevillea aquifolium, le grevillea à feuille de houx, est une espèce de plantes à fleurs de la famille des Proteaceae. C'est un arbrisseau buissonnant ou une plante rampante originaire d'Australie-Méridionale ou du Victoria en Australie.
Les buissons font 1 à 2 mètres de haut. Les feuilles rappellent par leur forme celles du houx; les fleurs, en grappes et terminales, sont toutes orientées du même côté de sorte qu'on lui a donné aussi le nom de « grevillea brosse-à-dents ». Elles sont rouges quelquefois jaunes.
Il existe des cultivars, dont :
- Carpenter Rocks
- Halls Gap
- Little Desert
- Serra Road